# Okostelefon

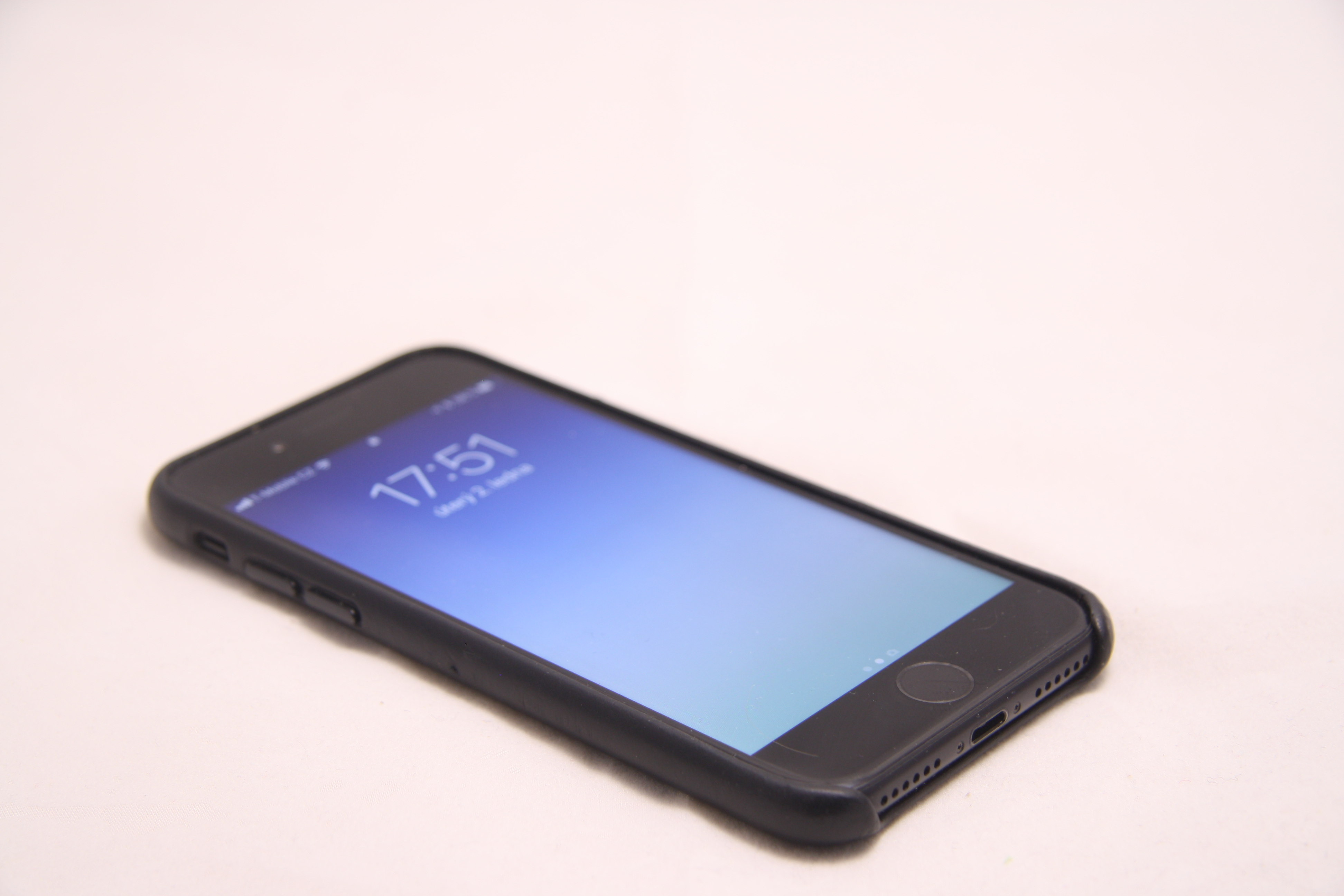
iPhone 7 okostelefonok, amelyet 2016. szeptember 16-én mutatott be az Apple Inc.

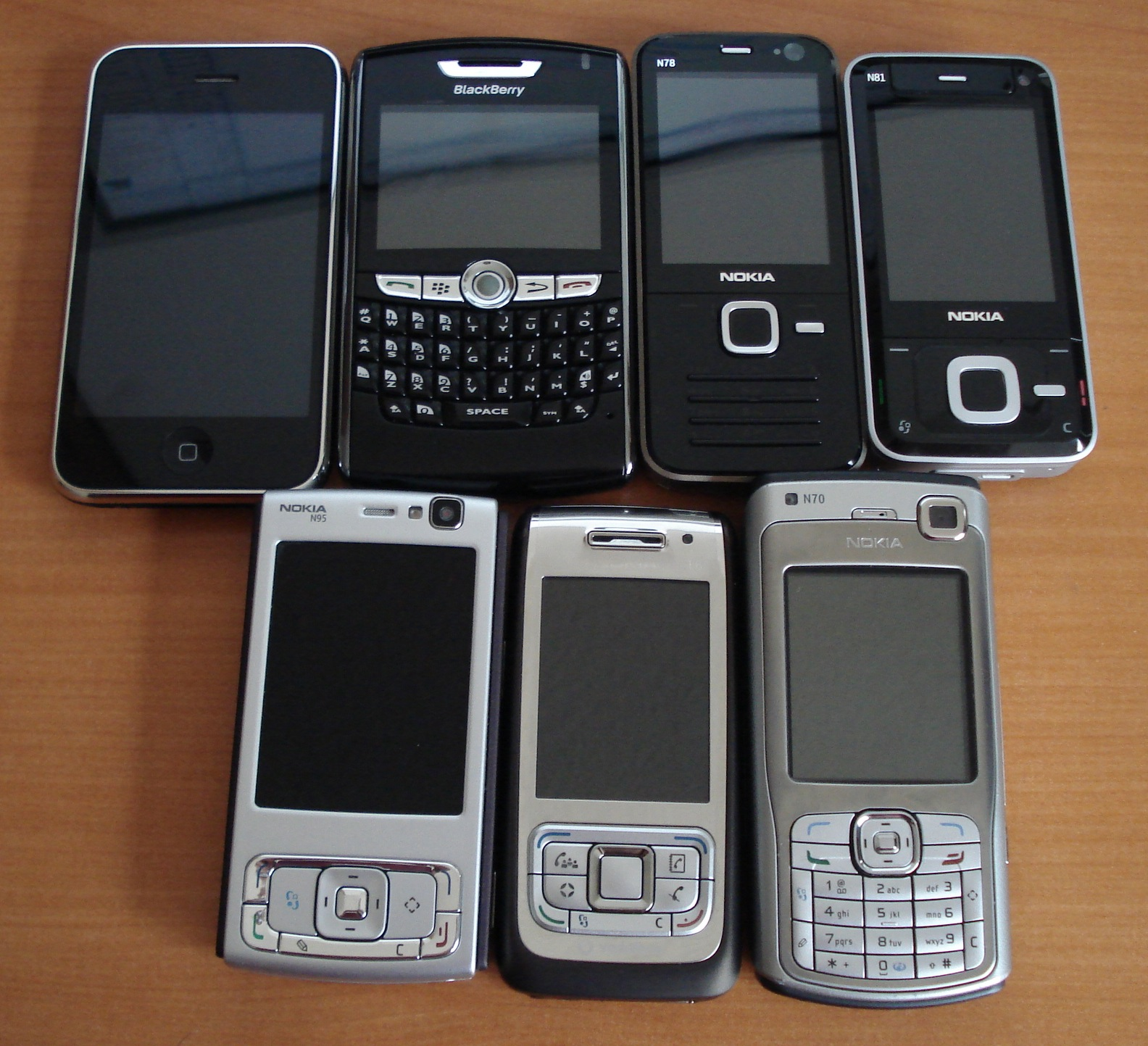
Okostelefonok. Balról jobbra, felül: iPhone 3G, BlackBerry 8820, Nokia N78, Nokia N81; alul: Nokia N95, Nokia E65, Nokia N70.

Okostelefonnak (angolul smartphone) nevezzük a fejlett, gyakran PC-szerű funkcionalitást nyújtó mobiltelefonokat. Nincs egyértelmű meghatározás arra, hogy mi az okostelefon. Egyesek szerint okostelefon az a mobil, aminek teljes értékű operációs rendszere szabványosított interfészeket és platformot nyújt az alkalmazásfejlesztők számára. Mások meghatározásában az okostelefon egyszerűen egy olyan készülék, ami olyan fejlett funkciókat tartalmaz, mint e-mail, Internet és e-könyv-olvasó, és/vagy teljes értékű billentyűzet, vagy külső USB-s billentyűzet és VGA csatlakozó. Más szavakkal, egy olyan miniatűr számítógép, ami telefonként is képes működni. Az okostelefon szó továbbgondolásával megjelent a fejlett képességekkel nem rendelkező készülékekre a „butatelefon” elnevezés. A képességeiben e kettő között álló telefonokat angol nyelvterületen feature phone-nak (magyarul elterjedtebb néven: középkategóriás telefonnak) is nevezik.

## Definíció
Nincs megegyezés az iparágban arról, hogy pontosan mi teszi az okostelefont, és a meghatározások az idő múlásával változnak. David Wood, a Symbian Ltd. ügyvezető alelnöke szerint „az okostelefonok két alapvető dologban különböznek a hagyományos mobiltelefonoktól: ahogyan összerakják őket, és amire képesek.” Más definíciók különböző helyre teszik a hangsúlyt ezen két faktor között.
„Az okostelefonok csak egyetlen evolúciós lépcsőfokot képviselnek a fejlődés folyamatában, így meglehet, hogy az eszköz egy ponton még kisebbé válik és egyáltalán nem fogjuk már telefonnak nevezni, de egy integrált eszköz lesz […] a lényeges dolog itt, hogy az eszköz lehetőség szerint láthatatlan legyen, ne álljon a feladatot végző személy útjába” – véli Sacha Wunsch-Vincent, az OECD közgazdásza.
A legtöbb, jelenleg okostelefonnak tekintett készüléken jól meghatározható operációs rendszer fut. Képességek tekintetében a legtöbb okostelefon teljes értékű e-mailezésre képes és határidőnapló-funkcionalitást is tartalmaz. Az egyéb képességek közé tartozhat valamilyen plusz beviteli felület, mint egy miniatűr QWERTY billentyűzet, érintőképernyő vagy D-pad, beépített fényképezőgép, névjegyzék, gyorsulásmérő, beépített navigációs hardver és szoftver, üzleti dokumentumok olvasásának képessége, médialejátszó zene lejátszásához, fényképek és videóklipek nézegetéséhez, internetböngésző, vagy valamilyen biztonságos módszer az üzleti levelezés kezelésére, mint a BlackBerryben. A legtöbb okostelefon képes arra, hogy annyi nevet tároljon a névjegyzékben, amennyit csak a memória mennyisége lehetővé tesz, ellentétben a hagyományos telefonokkal, ahol ez szokásosan limitálva van. A legtöbb okostelefonon lehetséges akár 5000 nevet is tárolni.

## Szenzorok
- Gesture Sensor: infrasugarakkal érzékeli a felhasználó kézmozdulatait
- Proximity Sensor: infrasugarakkal érzékeli a felhasználó közelségét
- Gyro Sensor: érzékeli a telefon 3 irányú elfordulását
- Accelerometer: gyorsulásmérő érzékeli a telefonkészülék különböző elmozdulását
- Magnetometer: érzékeli a Föld mágneses terét
- Thermometer/Air humidity Sensor: hőmérséklet és páratartalom érzékelő
- Pedometer:lépésszámláló
- Barometer: érzékeli a légnyomás változását
- Hall Sensor: Érzékeli, hogy a telefon tokja nyitva vagy zárva van e.
- RGB Light Sensor: a kijelző fényerejét és élességét állítja a külső fényviszonyokhoz[8]

## Operációs rendszerek

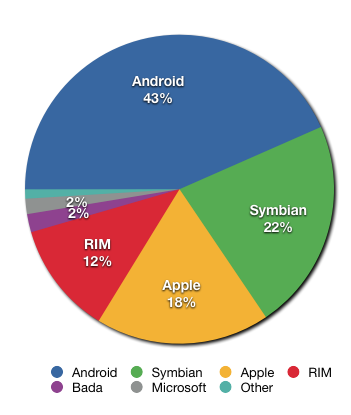
A 2011 második negyedévében eladott okostelefonok operációs rendszerei, a Gartner szerint.

Az okostelefonokon található operációs rendszerek közé tartozik a Symbian OS, az iPhone OS, a RIM BlackBerryje, a Microsoft Windows Phone, a Linux, a Palm WebOS, a Firefox OS, az Ubuntu Touch, a Google-féle Android. Az Android és a WebOS Linux alapra épül, az iPhone OS pedig a Unix-rokon BSD és NeXTSTEP operációs rendszerekből származtatható.

## Lehetőségek és veszélyek
Az okostelefonok miatt az internetfüggők száma erősen valószínűthető, hogy nőni fog. Ráadásul így veszélyesebb a dolog, mert mindig ott van velünk a „kábítószerünk” – mondja dr. Hilarie Cash, az amerikai internetfüggőket kezelő RESTART tábor alapítója. A kóros játékszenvedélyt (patológiás gambling) az addikciók körébe sorolják.
Nicholas Carr A felszínesség című, 2010-ben megjelent könyvében kijelenti: „A mindennapjaink szerves részét képező internet folyamatosan eltereli a figyelmünket, és nem engedi, hogy hosszabb ideig egyetlen dologra összpontosítsunk. Képtelenek leszünk rendesen koncentrálni.”
Bár a koncentráció hosszabb szövegeknél romlik, az érem másik oldala, hogy a döntési képességek javulhatnak.
Magyarországon az internetpenetráció 2009 második felében 55% volt; az internetet használók és nem használók közötti digitális szakadékot a számítógépnél olcsóbban beszerezhető okostelefonok várhatóan csökkenteni fogják.
Egy másik problémakör a telefonok elő- és utóélete: az előállításhoz szükséges nyersanyagok bányászata közbeni problémák, az esetenként gyerekmunkásokat alkalmazó összeszerelő cégek, illetve a használat után hulladékká vált telefonok környezeti, egészségi hatásai. Az okostelefonokhoz is használt ón, tantál, arany esetenként szabályozatlan bányászata sok egészségi és természetvédelmi gondot okoz. Szintén egészségi és természetvédelmi kockázata van a fejlődő országokba hulladékként szállított elektronikai eszközöknek is. Utóbbi problémákra reagálva született meg 2013-ban a Fairphone, az első "etikus okostelefon".[forrás?]

## Galéria

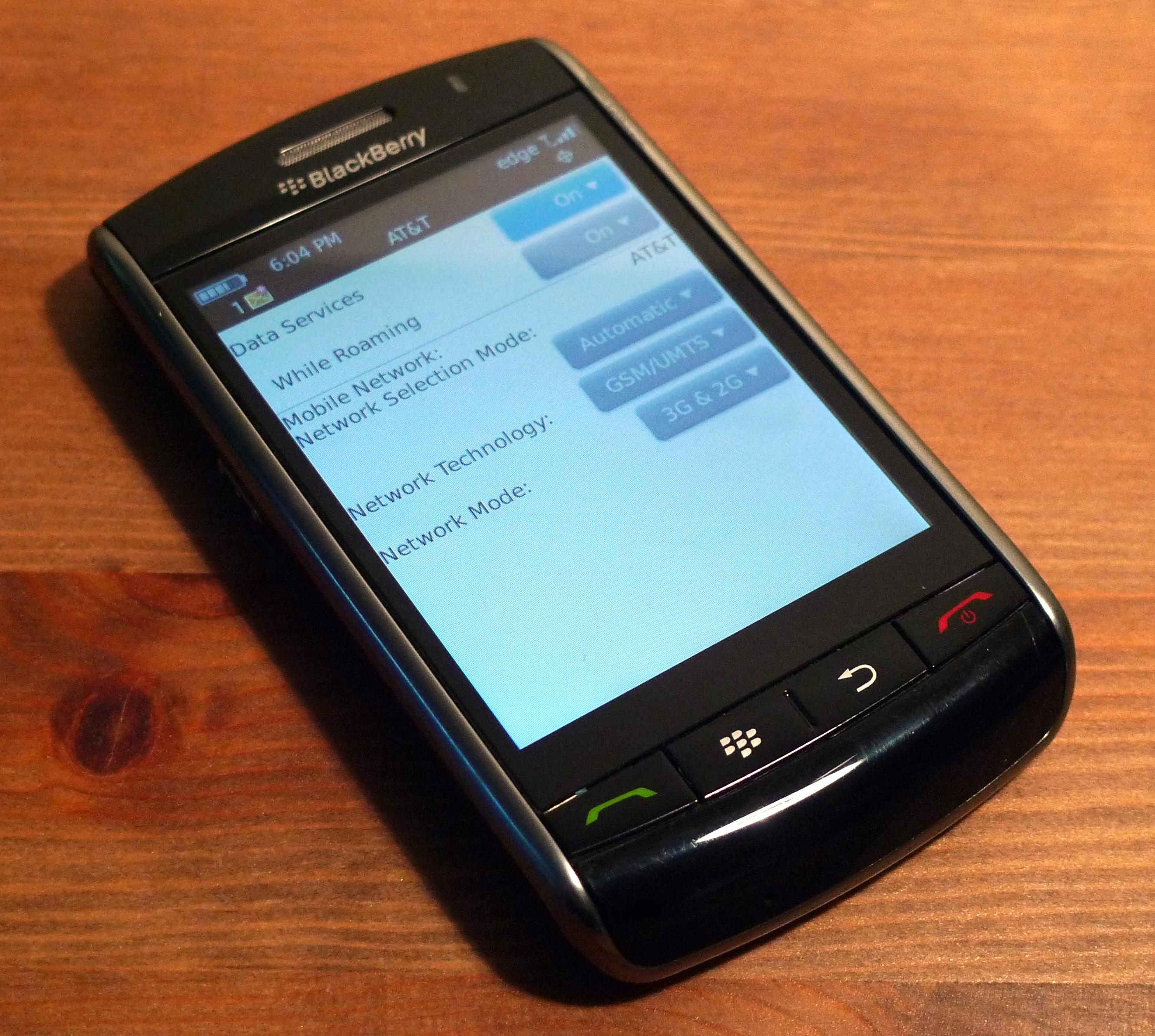
A Research In Motion által gyártott BlackBerry Storm
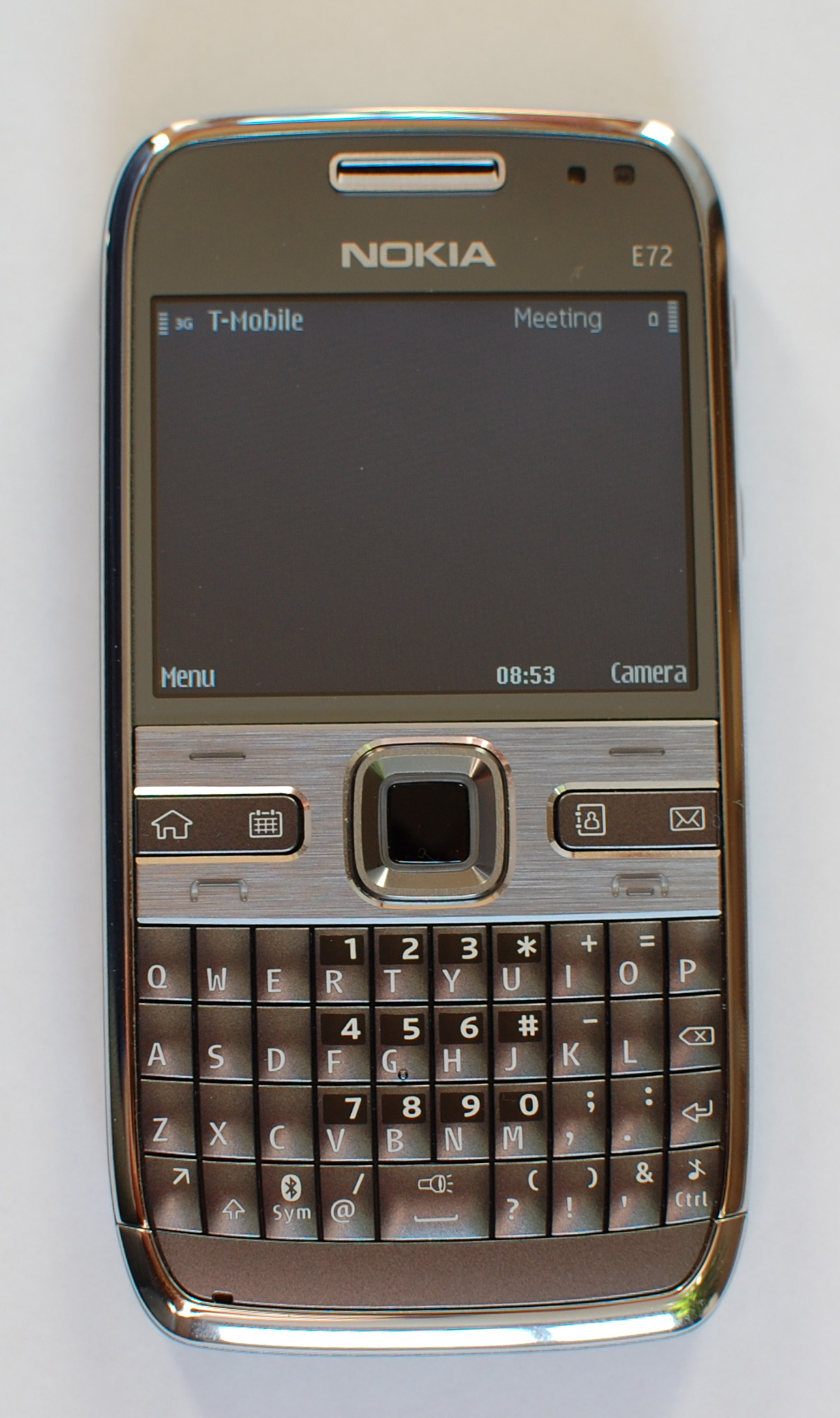
A Nokia E72 smartphone, S60 v3.2 platformot futtatva a Symbian OS v9.3 alatt
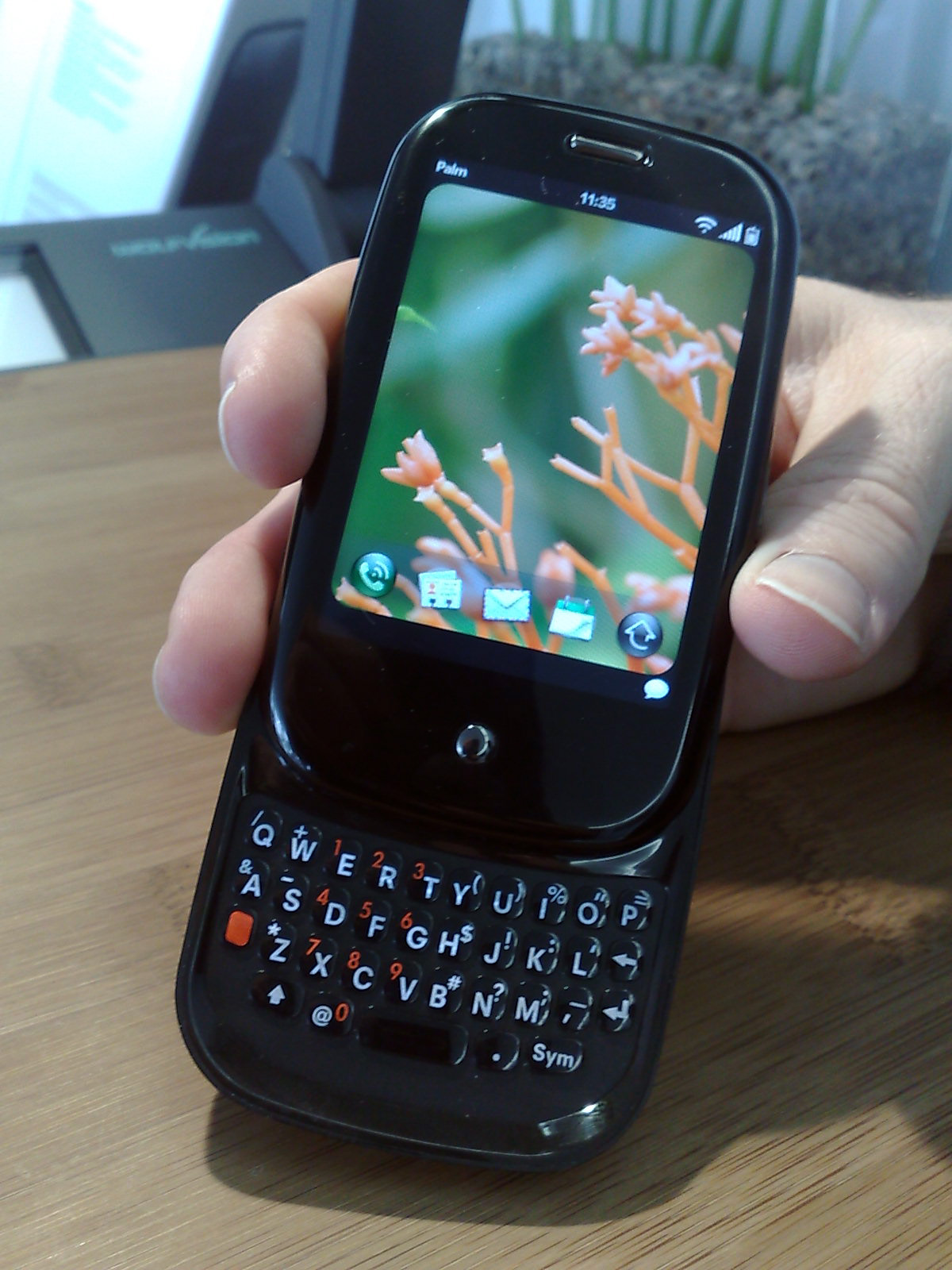
A Palm webOS-ét futtató Palm Pre smartphone
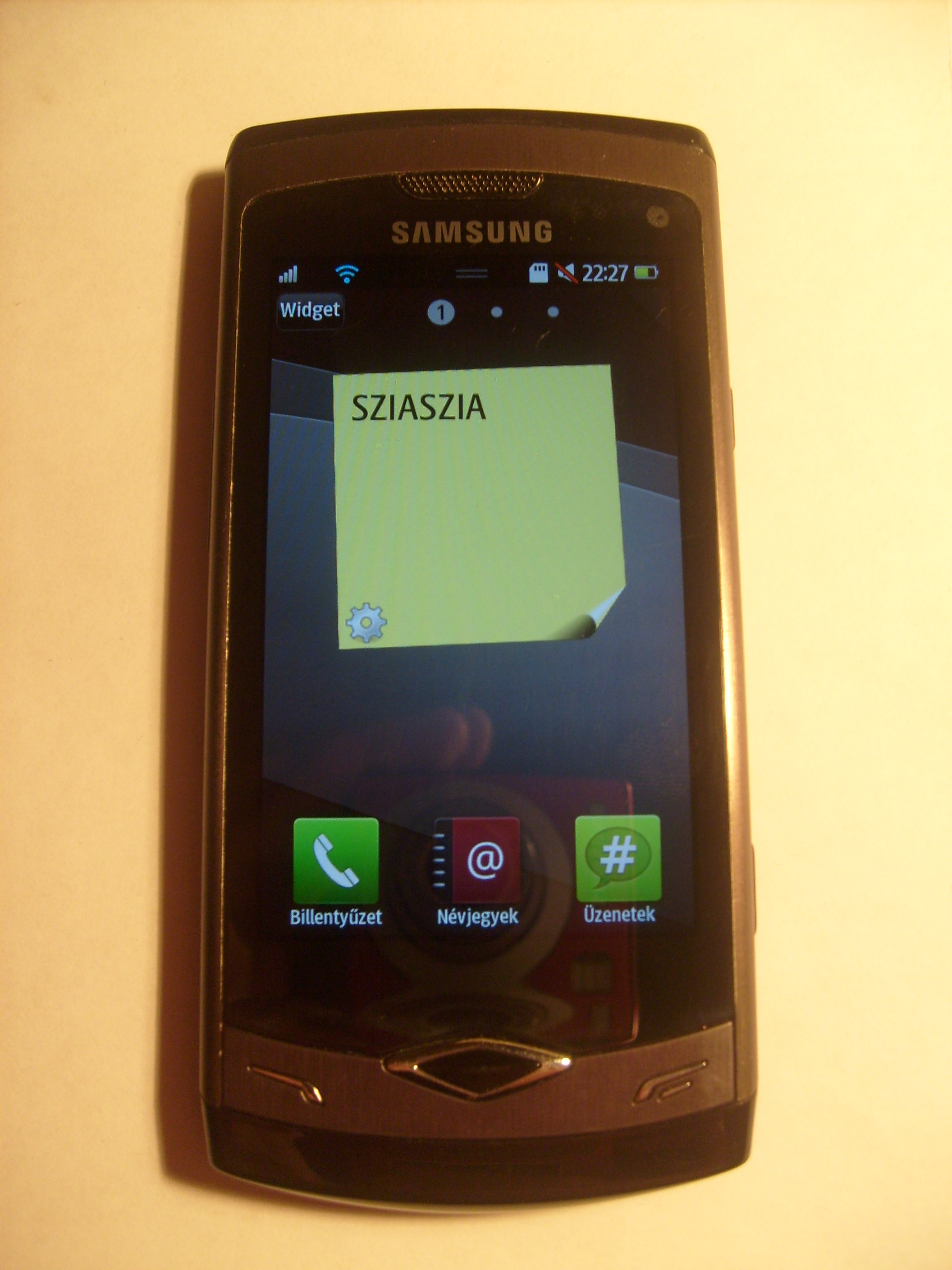
Samsung Wave S8500, Bada rendszert futtató smartphone
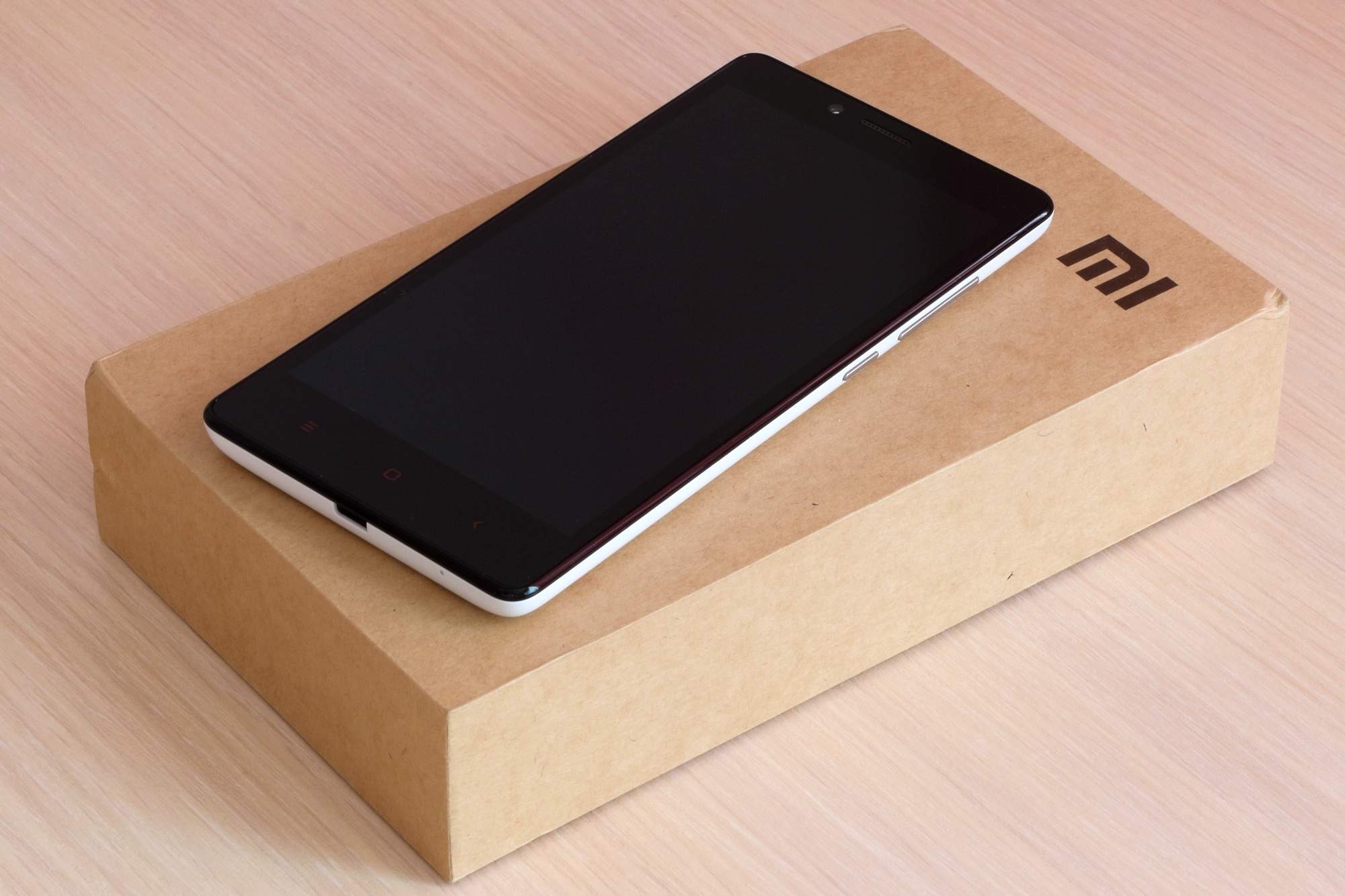
Xiaomi Redmi Note, MIUI rendszerrel
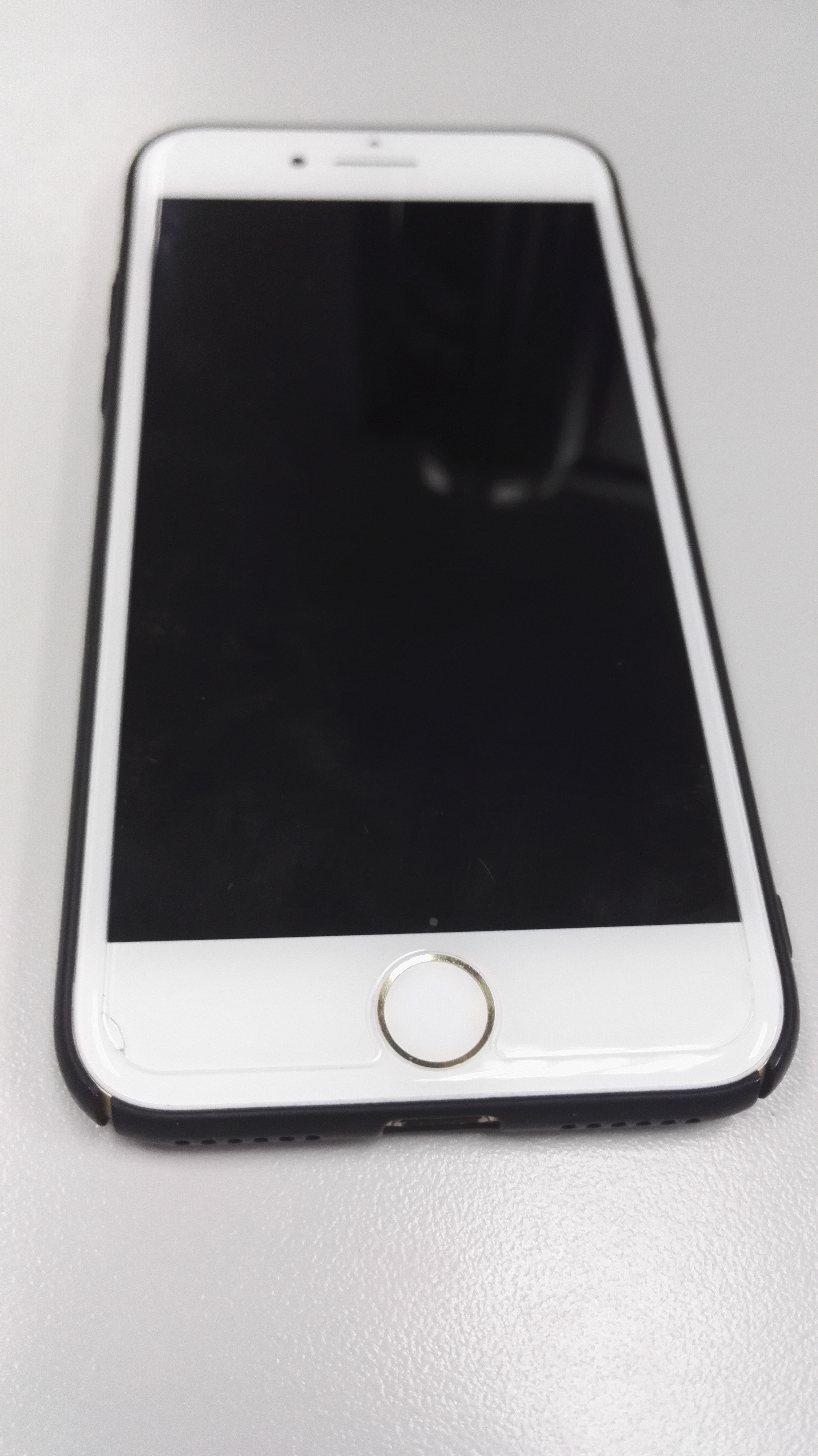
Apple iPhone 7, iOS operációs rendszerrel
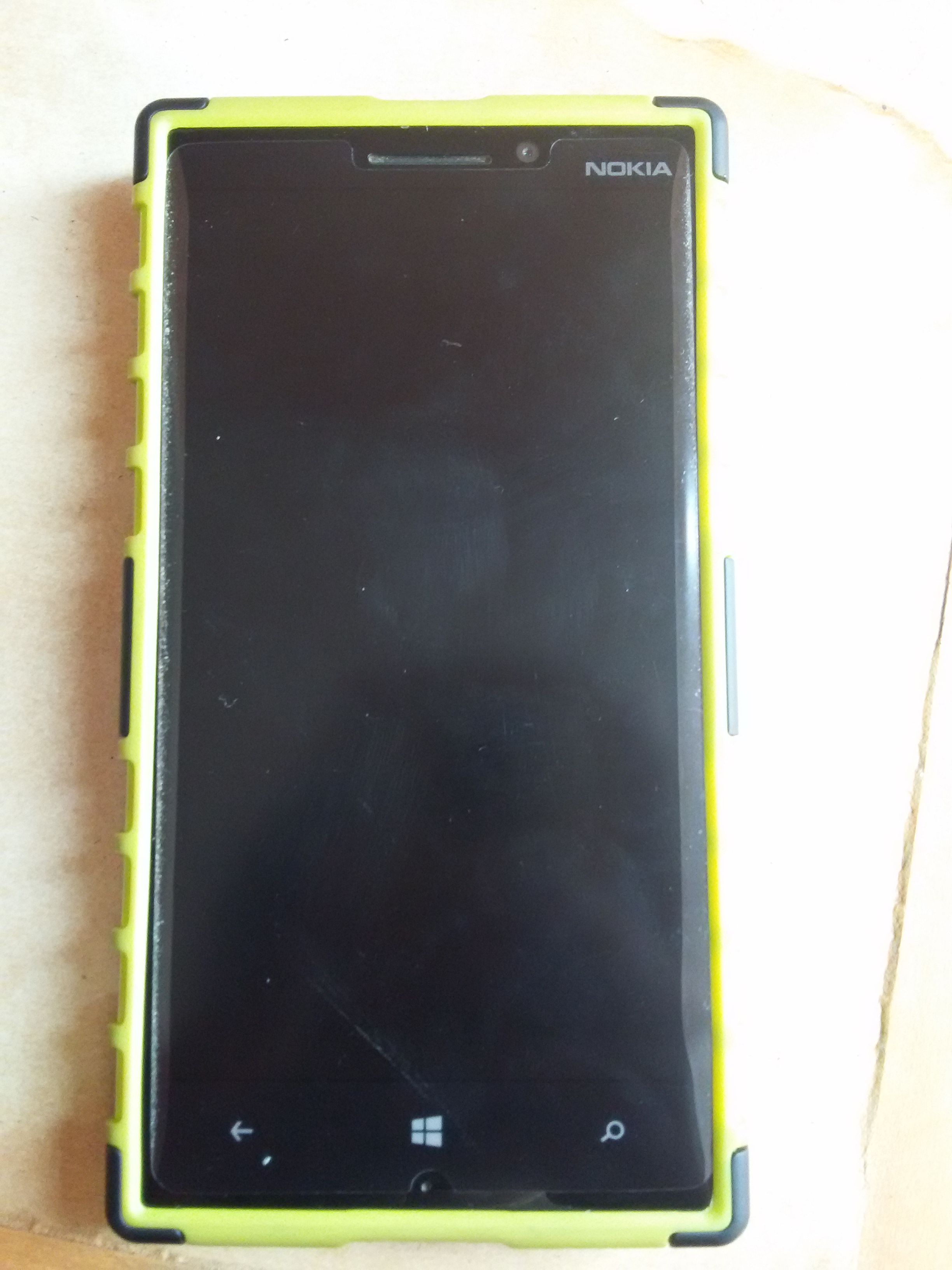
Nokia Lumia 930, Windows Phone rendszerrel

## Fordítás
Ez a szócikk részben vagy egészben a Smartphone című angol Wikipédia-szócikk ezen változatának fordításán alapul.  Az eredeti cikk szerkesztőit annak laptörténete sorolja fel. Ez a jelzés csupán a megfogalmazás eredetét és a szerzői jogokat jelzi, nem szolgál a cikkben szereplő információk forrásmegjelöléseként.